# PNUD Angola
O Programa das Nações Unidas para o Desenvolvimento (PNUD) em Angola trabalha para reforçar as capacidades das pessoas e apoiar o fortelecimento e a resiliência das nações.
O Programa de Desenvolvimento das Nações Unidas é a rede global de desenvolvimento da ONU, defendendo a mudança e ligando os países ao conhecimento, experiência e recursos para a melhoria de vida das populações. O PNUD está presente em 166  países e territórios, trabalhando com as pessoas na execução das suas próprias soluções para responder aos desafios globais e nacionais de desenvolvimento.

## Principais áreas de actuação
Redução da pobreza
A redução da pobreza, particularmente a pobreza extrema, continua a ser uma prioridade para o Governo angolano e para os agentes de desenvolvimento do país.
 A "Estratégia de Combate à Pobreza - ECP" formalmente aprovada no dia 11 de Fevereiro de 2004 e revista em Setembro de 2005  é ainda o principal documento estratégico que orienta as principais áreas de intervenção do governo e parceiros, tendo como prioridades a reconstrução de infra-estruturas, o aumento do acesso à educação, à saúde e outros serviços básicos, bem como a descentralização das estruturas de governação.
Governação democrática
A nova Constituição Angolana estabeleceu uma nova estrutura governativa com o Presidente a liderar o Poder Executivo do Governo. O governo adotou uma estratégia de longo prazo de desenvolvimento nacional para o período 2013-2017, com base em pilares como a energia e a água, Infraestruturas, educação, saúde e diversificação da economia. O Plano Nacional de Desenvolvimento (PND) tem como objectivo "mais crescimento e melhor distribuição".
Meio ambiente e energia
Em Angola, a protecção do ambiente e dos recursos naturais é constitucionalmente reconhecida como um dever do Estado, que tem a responsabilidade de formular estratégias ambientais, políticas e leis, bem como participar em programas nacionais e internacionais que visem proteger o meio ambiente e promover o uso sustentável dos recursos naturais.
A Lei de Bases do Ambiente vai mais longe, fornecendo princípios orientadores para a prevenção e combate à poluição, bem como normas para proteger o meio ambiente. Angola tem desenvolvido na última década, abrangente legislação ambiental sobre os recursos hídricos, petróleo, minas e terras, e um maior engajamento com os órgãos e parceiros regionais e internacionais.
Prevenção de crises e recuperação
Emergindo de décadas de conflito e instabilidade, Angola continua a enfrentar múltiplos desafios em lidar com as ameaças resultantes das minas terrestres e resíduos explosivos de guerra (ERW) deixadas pelo conflito armado, ameaças colocadas pela proliferação descontrolada de armas de fogo e a violência armada em comunidades, bem como ameaças provocadas por desastres naturais.
Há mais de 10 anos que o PNUD tem apoiado actividades de desminagem e o seu valor para com este setcor está bem estabelecido. A Acção contra Minas em Angola está a atravessar uma fase de escalada, com a disponibilidade de orçamentos nacionais e as novas tecnologias. O papel do PNUD no apoio estratégico é cada vez mais necessário para assegurar a eficiência, a manutenção de normas e garantir que os recursos sejam utilizados nas áreas mais prioritárias.